# (7083) Kant
(7083) Kant ist ein Asteroid des Hauptgürtels, der am 4. Februar 1989 vom belgischen Astronomen Eric Walter Elst am La-Silla-Observatorium (Sternwarten-Code 809) der Europäischen Südsternwarte in Chile entdeckt wurde.
Der Asteroid ist nach dem deutschen Philosophen der Aufklärung Immanuel Kant (1724–1804) benannt, der zu den bedeutendsten Vertretern der abendländischen Philosophie zählt und dessen Werk Kritik der reinen Vernunft einen Wendepunkt in der Philosophiegeschichte und den Beginn der modernen Philosophie kennzeichnet.